# Rambung Sialang Tengah
Rambung Sialang Tengah is een bestuurslaag in het regentschap Serdang Bedagai van de provincie Noord-Sumatra, Indonesië. Rambung Sialang Tengah telt 1317 inwoners (volkstelling 2010).